# Station Asse
Station Asse is een spoorwegstation in de gemeente Asse op spoorlijn 60 (Jette - Dendermonde).
Sinds 1 augustus 2015 zijn de loketten van dit station gesloten en is het een stopplaats geworden.
Tegenover het station aan de dorpszijde is er een busstelplaats van De Lijn.
Van maart 2018 tot begin 2019 werden de beide perrons verhoogd en volledig vernieuwd. De NMBS investeerde 1,2 miljoen euro in dit project. Er werden ook nieuwe schuilhuisjes en energiezuinige led- verlichting voorzien.

## Gewestelijk Expresnet
Het station is aangesloten op het Gewestelijk Expresnet van Brussel. Momenteel stopt er 2 maal per uur en per richting een S-trein, afwisselend een S3-trein naar Zottegem of Dendermonde, en een S10-trein naar Aalst of Dendermonde, aangevuld met een paar extra treinen in de spits op het traject van de S3 tussen Dendermonde en Brussel-Zuid. In de week stopt er 1 keer per dag een IC-trein naar Dendermonde (de laatste van de dag).
De S- diensten worden gereden door Desiro-treinstellen, terwijl op de bijkomende treinen tijdens de spits gewoonlijk getrokken M4-rijtuigen te zien zijn. De laatste IC-trein van de dag naar Dendermonde bestaat uit een MS80-treinstel.

## Treindienst
| Serie | Treinsoort | Route                                                                                     | Bijzonderheden |
| ----- | ---------- | ----------------------------------------------------------------------------------------- | --- |
| S 3   | GEN (NMBS) | [ Denderleeuw – ] Geraardsbergen – Brussel-Zuid – [ Asse – Dendermonde ] / [ Schaarbeek ] | Rijdt tijdens de spits vanaf/naar Denderleeuw. Tijdens de spits extra ritten Geraardsbergen-Schaarbeek. Rijdt tijdens het weekend Denderleeuw-Brusssel-Noord. |
| S 10  | GEN (NMBS) | Dendermonde – Asse – Brussel-West – Brussel-Zuid – Aalst                                  | Tijdens de spits extra ritten Aalst-Brussel-Zuid |

## Galerij

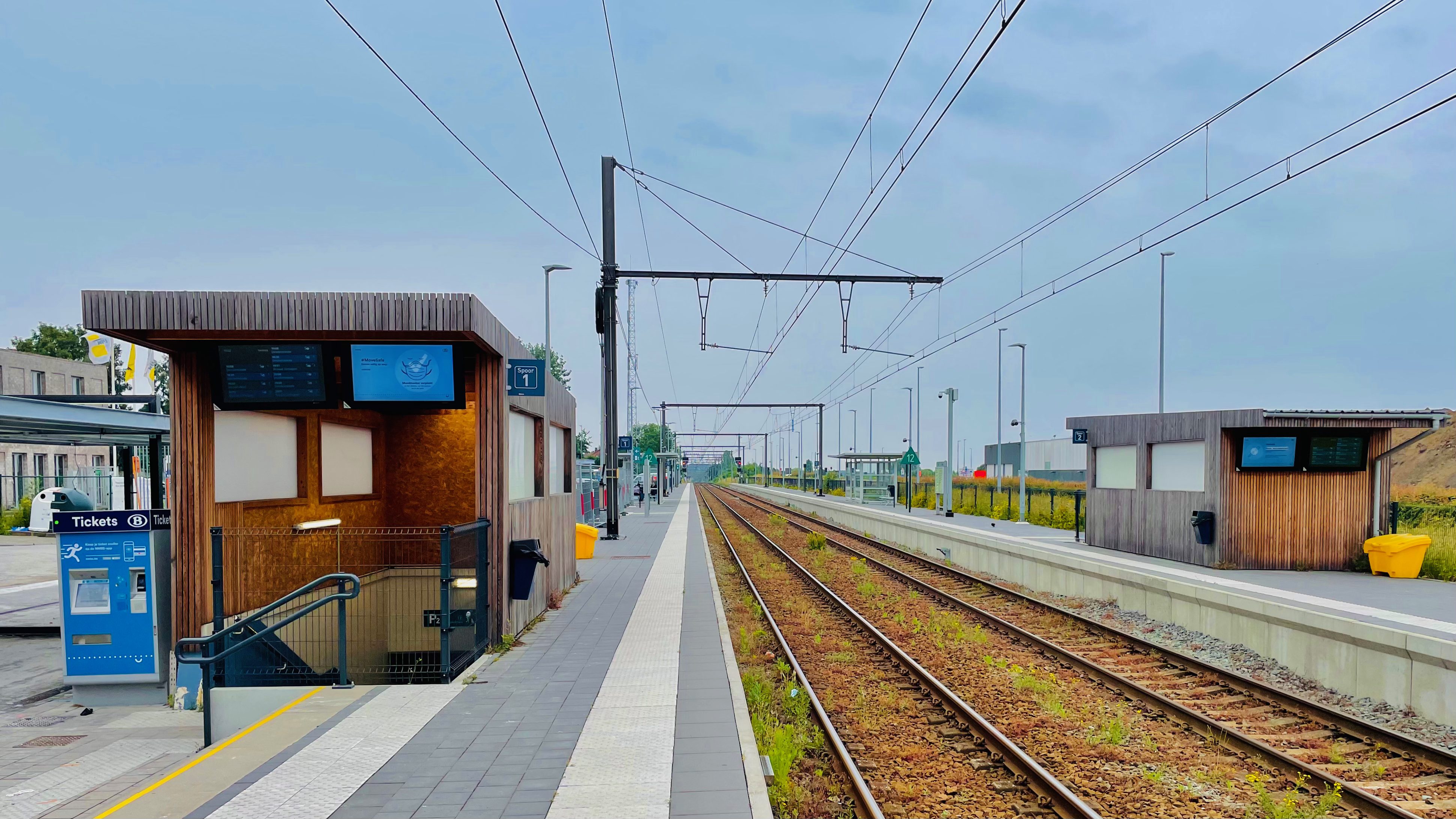
Zicht op het perron
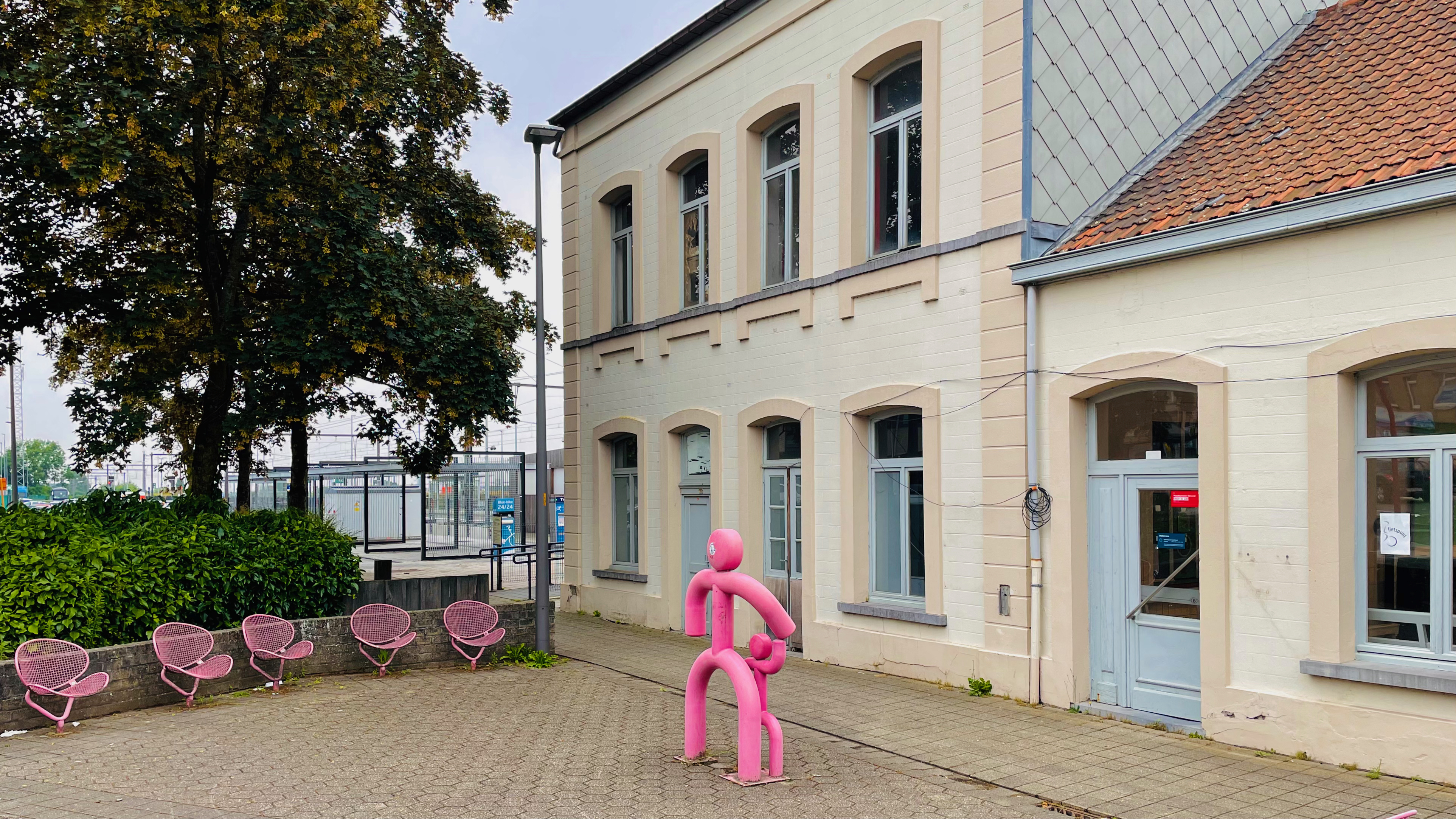
Het stationsgebouw
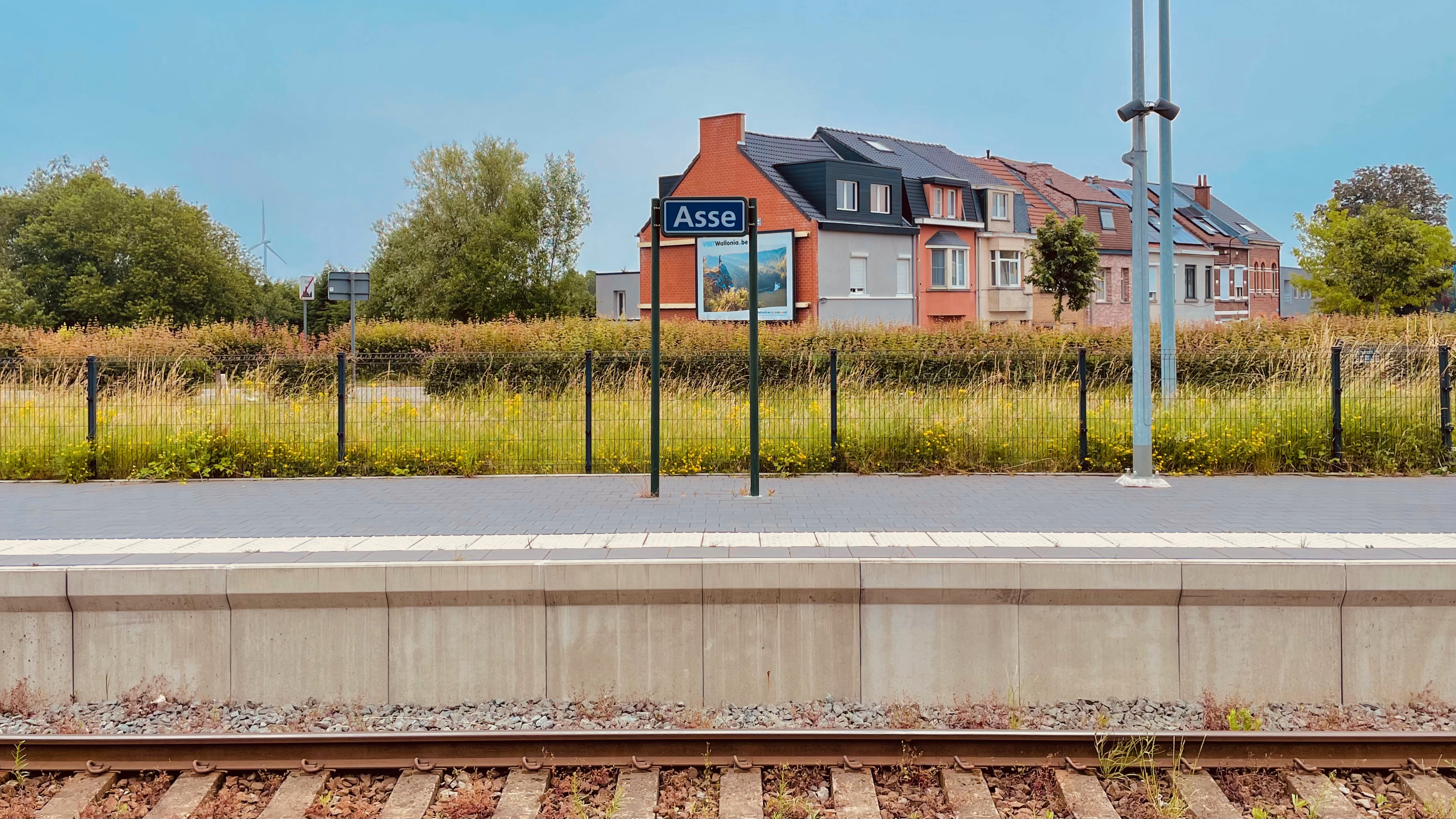
Plaatsnaambord op het perron
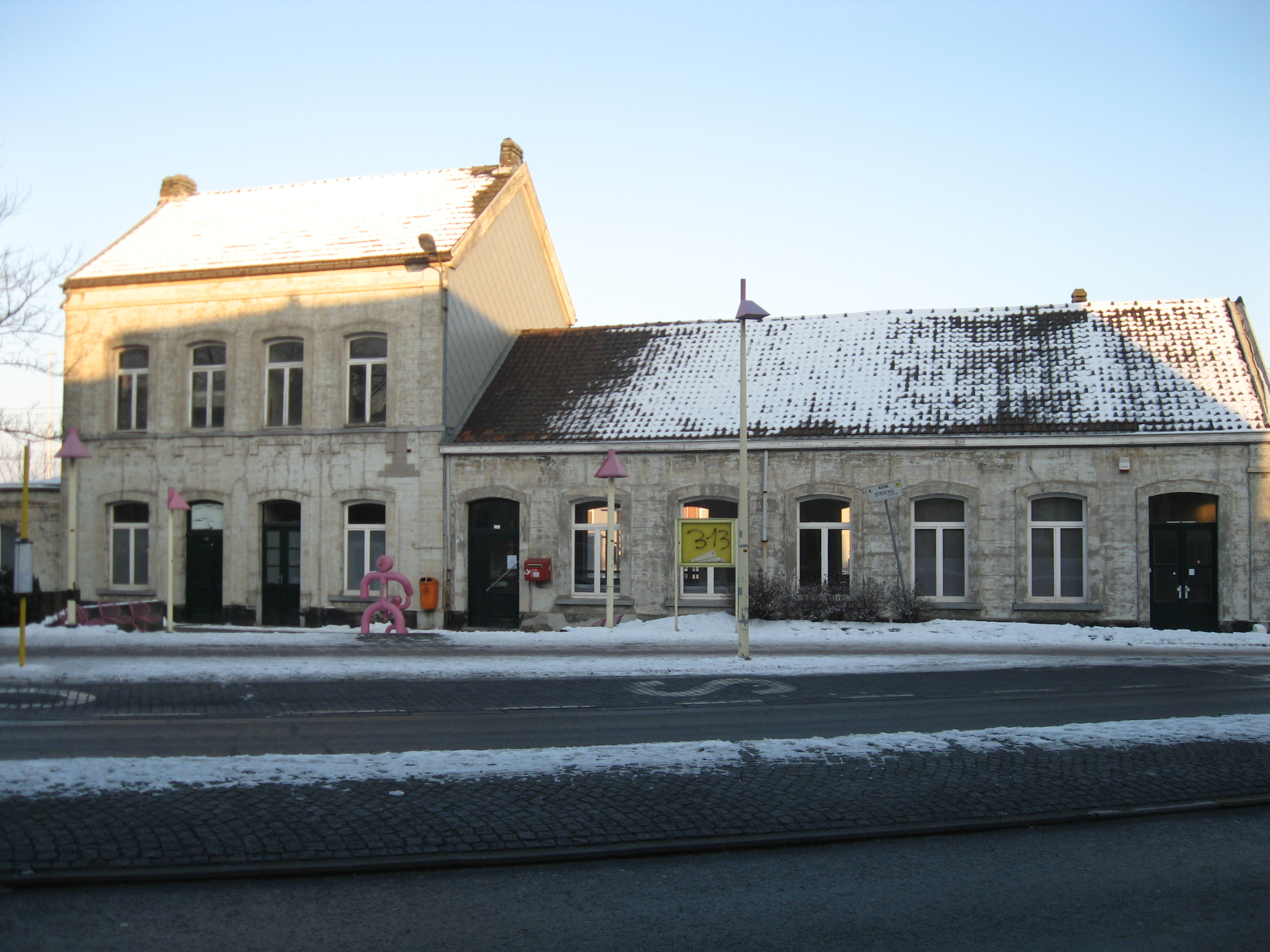
Het station in 2009

## Reizigerstellingen
De grafiek en tabel geven het gemiddeld aantal instappende reizigers weer op een week-, zater- en zondag.
| Tabel: aantal instappende reizigers station Asse | Tabel: aantal instappende reizigers station Asse | Tabel: aantal instappende reizigers station Asse | Tabel: aantal instappende reizigers station Asse |
|                                                  | Weekdag                                          | Zaterdag                                         | Zondag                                           |
| ------------------------------------------------ | ------------------------------------------------ | ------------------------------------------------ | ------------------------------------------------ |
| 1977                                             | 1 220                                            | 154                                              | 127                                              |
| 1978                                             | 1 369                                            | 180                                              | 137                                              |
| 1979                                             | 1 453                                            | 203                                              | 128                                              |
| 1980                                             | 1 407                                            | 200                                              | 137                                              |
| 1981                                             | 1 557                                            | 195                                              | 150                                              |
| 1982                                             | 1 529                                            | 203                                              | 204                                              |
| 1983                                             | 1 494                                            | 199                                              | 186                                              |
| 1984                                             | 1 438                                            | 167                                              | 125                                              |
| 1985                                             | 1 497                                            | 175                                              | 226                                              |
| 1986                                             | 1 296                                            | 168                                              | 147                                              |
| 1987                                             | 1 164                                            | 154                                              | 143                                              |
| 1988                                             | 1 104                                            | 144                                              | 167                                              |
| 1989                                             | 1 100                                            | 162                                              | 137                                              |
| 1990                                             | 1 117                                            | 156                                              | 131                                              |
| 1991                                             | 1 258                                            | 154                                              | 148                                              |
| 1992                                             | 1 143                                            | 140                                              | 142                                              |
| 1993                                             | 1 104                                            | 220                                              | 136                                              |
| 1994                                             | 1 111                                            | 153                                              | 165                                              |
| 1995                                             | 948                                              | 145                                              | 123                                              |
| 1996                                             | 982                                              | 199                                              | 106                                              |
| 1997                                             | 924                                              | 169                                              | 142                                              |
| 1998                                             | 1 033                                            | 222                                              | 136                                              |
| 1999                                             | 912                                              | 172                                              | 162                                              |
| 2000                                             | 924                                              | 143                                              | 202                                              |
| 2001                                             | 909                                              | 172                                              | 122                                              |
| 2002                                             | 890                                              | 140                                              | 131                                              |
| 2003                                             | 922                                              | 157                                              | 146                                              |
| 2004                                             | 928                                              | 188                                              | 152                                              |
| 2005                                             | 929                                              | 196                                              | 174                                              |
| 2006                                             | 957                                              | 216                                              | 165                                              |
| 2007                                             | 1 053                                            | 183                                              | 194                                              |
| 2008                                             | -                                                | -                                                | -                                                |
| 2009                                             | 994                                              | 196                                              | 174                                              |
| 2010                                             | -                                                | -                                                | -                                                |
| 2011                                             | -                                                | -                                                | -                                                |
| 2012                                             | 1 148                                            | 257                                              | 205                                              |
| 2013                                             | 1 110                                            | 385                                              | 253                                              |
| 2014                                             | 1 182                                            | 299                                              | 253                                              |
| 2015                                             | 1 144                                            | 165                                              | 170                                              |
| 2016                                             | 1 092                                            | 186                                              | 181                                              |
| 2017                                             | 1 044                                            | 193                                              | 194                                              |
| 2018                                             | 952                                              | 260                                              | 165                                              |
| 2019                                             | 1 085                                            | 239                                              | 182                                              |
| 2020                                             | 649                                              | 224                                              | 174                                              |
| 2021                                             | -                                                | -                                                | -                                                |
| 2022                                             | 1 463                                            | 383                                              | 355                                              |
| 2021                                             | -                                                | -                                                | -                                                |
| 2022                                             | 1 463                                            | 383                                              | 355                                              |
| 2023                                             | 1 223                                            | 173                                              | 161                                              |
| 2024                                             | 1 251                                            | 252                                              | 205                                              |

## Buurtspoorweg
De buurtspoorweg Aalst Brussel sloeg af vlak voor de overweg bij het station en volgde het spoor, om die een eindje verderop met een brug over te steken. De bedding is nog duidelijk te zien.

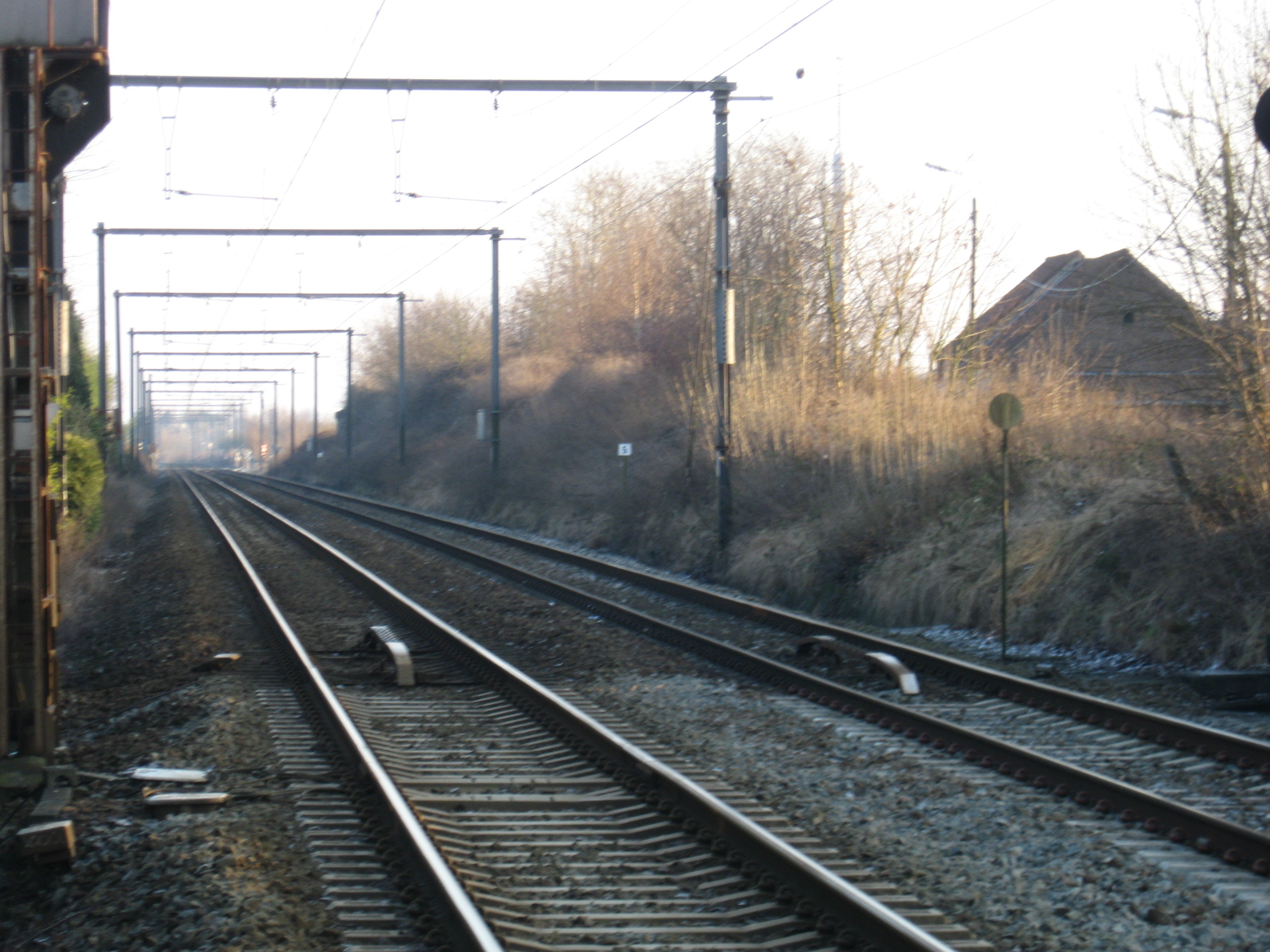
Overblijfselen van de buurtspoorweg die spoorlijn 60 vroeger overstak.

0,0: Jette ·
1,0: Ganshoren ·
2,3: Zellik-Renbaan ·
5,4: Zellik ·
7,7: Walfergem ·
9,6: Asse ·
13,1: Mollem ·
15,5: Merchtem ·
16,7: Droeshout ·
19,1: Opwijk ·
21,8: Heizijde ·
24,1: Lebbeke ·
26,3: Sint-Gillis ·
27,5: Dendermonde